# Fuglafjørður község
Fuglafjørður község (feröeriül: Fuglafjarðar kommuna) egy község Feröeren. Eysturoy keleti részén fekszik. Központja Fuglafjørður. A Kommunusamskipan Føroya önkormányzati szövetség tagja.

## Történelem
1918. augusztus 1-jén lett önálló község Eysturoy egyházközség szétválásával, miután a Løgting és a Landsting is jóváhagyta a kezdeményezést.

## Önkormányzat és közigazgatás

### Települések
| Település    | Népesség | Mióta a község része | Előző község          | Megjegyzés         |
| ------------ | -------- | -------------------- | --------------------- | ------------------ |
| Fuglafjørður | 1561     | 1918. augusztus 1.   | Eysturoy egyházközség | A község székhelye |
| Hellur       | 12       | 1918. augusztus 1.   | Eysturoy egyházközség |                    |

### Polgármesterek
- Sigurð Simonsen (2005 – 2008/2009–)[7][8]

## Népesség
| Év              | Lakosság |
| --------------- | -------- |
| 1986. január 1. | 1631     |
| 1991. január 1. | 1633     |
| 1996. január 1. | 1416     |
| 2001. január 1. | 1546     |
| 2006. január 1. | 1559     |

## Testvérvárosok
Fuglafjørður község testvérvárosai a következők:
- Ilulissat, Grönland
- Aalborg, Dánia